# سيتي سكيب أبو ظبي
سيتي سكيب أبوظبي هو حدث عقاري يقام في أبوظبي كل عام منذ عام 2007. ويشمل المعرض العقاري والندوات والمؤتمرات، ويحضره مطورو العقارات والمستثمرون وممثلو الحكومة والمستشارون والمهندسون المعماريون. يتم تنظيمه من قبل شركة إنفورما للمعارض. ومن الأحداث الشقيقة لمعرض سيتي سكيب أبوظبي هي سيتي سكيب جلوبال.

## التاريخ
عقد سيتي سكيب أبوظبي أول مرة في الفترة من 8 إلى 10 مايو عام 2007. عقد المعرض في نسختة الثانية من من 13 إلى 16 مايو 2008 وشارك في المعرض ما يزيد عن 300 عارض و50 ألف زائر من 100 دولة عربية و أجنبية. عقدت الدورة الثالثة من معرض سيتى سكيب في الفترة من 19 الى 22 ابريل 2009، وشارك في المعرض أكثر من 300 شركة عقارية من 100 دولة. عقد المعرض في 2010 بمركز أبوظبي الوطني للمعارض بين 18 و21 ابريل وشارك في المعرض حوالي 250 شركة من 36 دولة. في عام 2016، خلال الدورة العاشرة من المعرض شارك أكثر من 90 عارضاً.
عقد المعرض في 2017 في الفترة من 18 إلى 20 إبريل بحضور أكثر من 100 شركة من 13 دولة عرضت ما يزيد على 400 مشروع.